# Bihoreau à dos blanc
Calherodius leuconotus
Espèce
Synonymes
- Gorsachius leuconotus

Statut de conservation UICN

 LC  : Préoccupation mineure
Répartition géographique
Le Bihoreau à dos blanc (Calherodius, anciennement Gorsachius leuconotus) est une espèce de petits hérons africains. C'est la seule espèce du genre Calherodius.

## Habitat
Marais, forêts-galeries et mangroves d'Afrique subsaharienne. Largement répandu mais peu connu car nocturne et discret.

## Morphologie
Proche de celle du Bihoreau gris, mais plus petit (50 cm de long) ; poitrine et ventre roux vif.

## Mode de vie
Crépusculaire et nocturne, en fait proche de celui du Bihoreau gris.

## Reproduction
Mal connue. Des nids ont été observés à terre et sur des arbres. Pond de 3 à 5 œufs. Jeunes nidicoles.